# Pathopoeia
Die Pathopoeia oder Pathopoiia (griech. Affekt-Darstellung, auch Leid bewirken) ist eine musikalisch-rhetorische Figur, definiert als Durchsetzung der Musik mit tonartfremden chromatischen Tönen, die Affekte der Trauer, des Leidens und des Schmerzens ausdrücken soll.
In der Rhetorik ist Pathopoeia weniger eine spezifische Figur als vielmehr der Begriff für das Erregen der Affekte, also ein Überbegriff für die der Forderung, emotional zu bewegen (movere), dienenden Strategien.
Als musikalisch-rhetorische Figur erscheint die Pathopoeia zuerst bei Joachim Burmeister, nach dessen Ausführungen «der Text durch Halbtöne derart ausgedrückt wird, dass niemand durch den hervorgebrachten Effekt unberührt bleibt». Eine Eingrenzung der Affekte findet sich bei Burmeister nicht; die musikalische Definition wird bei Christoph Bernhard noch differenziert, ohne dass auch hier eine inhaltliche Spezifizierung vorgenommen würde: «Sie [die Pathopoeia] geschieht, wenn Halbtöne in die Komposition eingefügt werden, die weder zum modus noch zum genus der Komposition gehören», beschränkt sich also auf leiterfremde Töne. Thuringus hingegen beschränkt sich auf eine Beschreibung der Affekte, die allerdings sehr allgemein bleibt: «[Pathopoeia] geschieht, wenn der (musikalische) Satz durch Affekte des Schmerzes, der Freude, der Furcht, des Lachens, der Trauer, des Mitleids, des Jubels, des Schreckens und ähnlicher Affekte [...] ausgestattet wird [...].» Thuringus ist damit der rein rhetorischen und damit allgemeineren Bedeutung der Pathopoeia noch sehr nahe. 
In der modernen Forschung grenzt Dietrich Bartel die von der Pathopoeia hervorgerufenen Affekte auf Leid, Schmerz und Trauer ein. Auch die bedeutenden musikalischen Lexika der Gegenwart bescheinigen der Figur das Erregen negativer Affekte, was sich aus der klanglichen Gestalt einer chromatischen Passage von selbst erklären mag. Allein Hartmut Krones verweist auf die frühere, allgemeinere Bedeutung der Figur, indem er ihr auch den Ausdruck «hämischen Lachens» zuordnet.
Uneindeutig ist die Klassifizierung der Pathopoeia; kann sie einerseits als Überbegriff für sich der Chromatik bedienende Figuren wie z. B. Saltus duriusculus oder Passus duriusculus aufgefasst werden, betont Hans Heinrich Eggebrecht gerade ihre funktionale Abweichung von diesen Figuren: Während Passus und Saltus duriusculus den Textsinn musikalisch unterstrichen, auf ihn «zeigen»  und damit der Kategorie des Belehrens (docere) zuzurechnen seien, «kreiere» die Pathopoeia Affekte unabhängig von einer hinweisenden Funktion und bediene damit die Forderung der Kategorie des movere.